# Raptus (Nayt)
Raptus è il secondo mixtape del rapper italiano Nayt, pubblicato il 28 maggio 2015.

## Promozione
L'album è stato ristampato da Jive Records e Sony Music il 10 maggio 2019 in occasione dell'uscita del cofanetto Raptus Collection contenente anche i seguenti due titoli (Raptus 2 e Raptus volume 3) della trilogia.

## Tracce
1. Raptus – 1:58
2. Mama – 3:05
3. Dal cielo – 3:46
4. Un'altra dichiarazione d'amore (feat. Tormento) – 3:33
5. Siamo soli – 2:45
6. Come vuoi – 3:15
7. Tutto quello che c'è (feat. Saint) – 3:50
8. Noi due – 1:37
9. Due scemi – 3:19
10. L'antidoto – 2:02